# Somerset
Somerset (Somersetshire) är ett ceremoniellt grevskap (county) i sydvästra England, söder om havsviken Bristol Channel. Grevskapet präglas av våtmarker, som numera är dränerade och uppodlade. Huvudort är Taunton, men Glastonbury med sin Avalon och Glastonburyfestivalen ådrar sig mycket turistintresse.
Namnet Somerset kommer av "sommarfolkets land", vilket kan uttydas att området från början utgjorde jaktmarker sommartid.

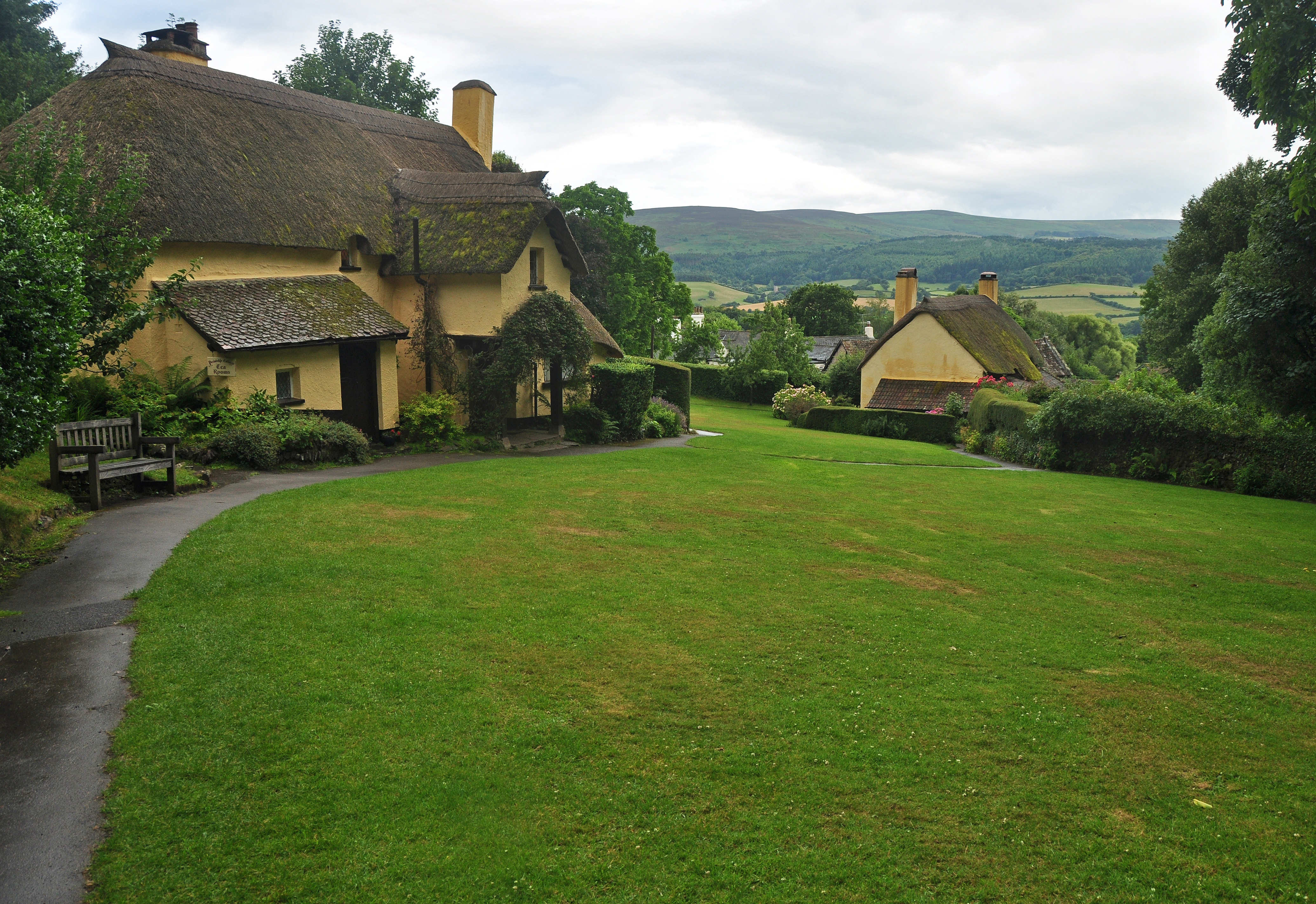
Byn Selworthy i Exmoor, ett naturskyddsområde i västra Somerset med kullar och hedlandskap.

## Administrativ indelning
Administrativt är Somerset sedan 2023 uppdelat i tre enhetskommuner (unitary authorities): 
- Somerset
- Bath and North East Somerset
- North Somerset.

Den 1 april 2023 skapades enhetskommunen Somerset genom sammanslagning av det administrativa grevskapet Somerset och dess distrikt Mendip, Sedgemoor, Somerset West and Taunton och South Somerset.
Större delen av grevskapet är indelat i totalt 418 civil parishes. Staden Bath har ingen civil parish. Se även Kategori:Civil parishes i Somerset.